# Thamithericles flaviceps
Thamithericles flaviceps är en insektsart som beskrevs av Marius Descamps 1977. Thamithericles flaviceps ingår i släktet Thamithericles och familjen Thericleidae. Inga underarter finns listade i Catalogue of Life.